# Final de la Copa de Oro de la Concacaf 2009

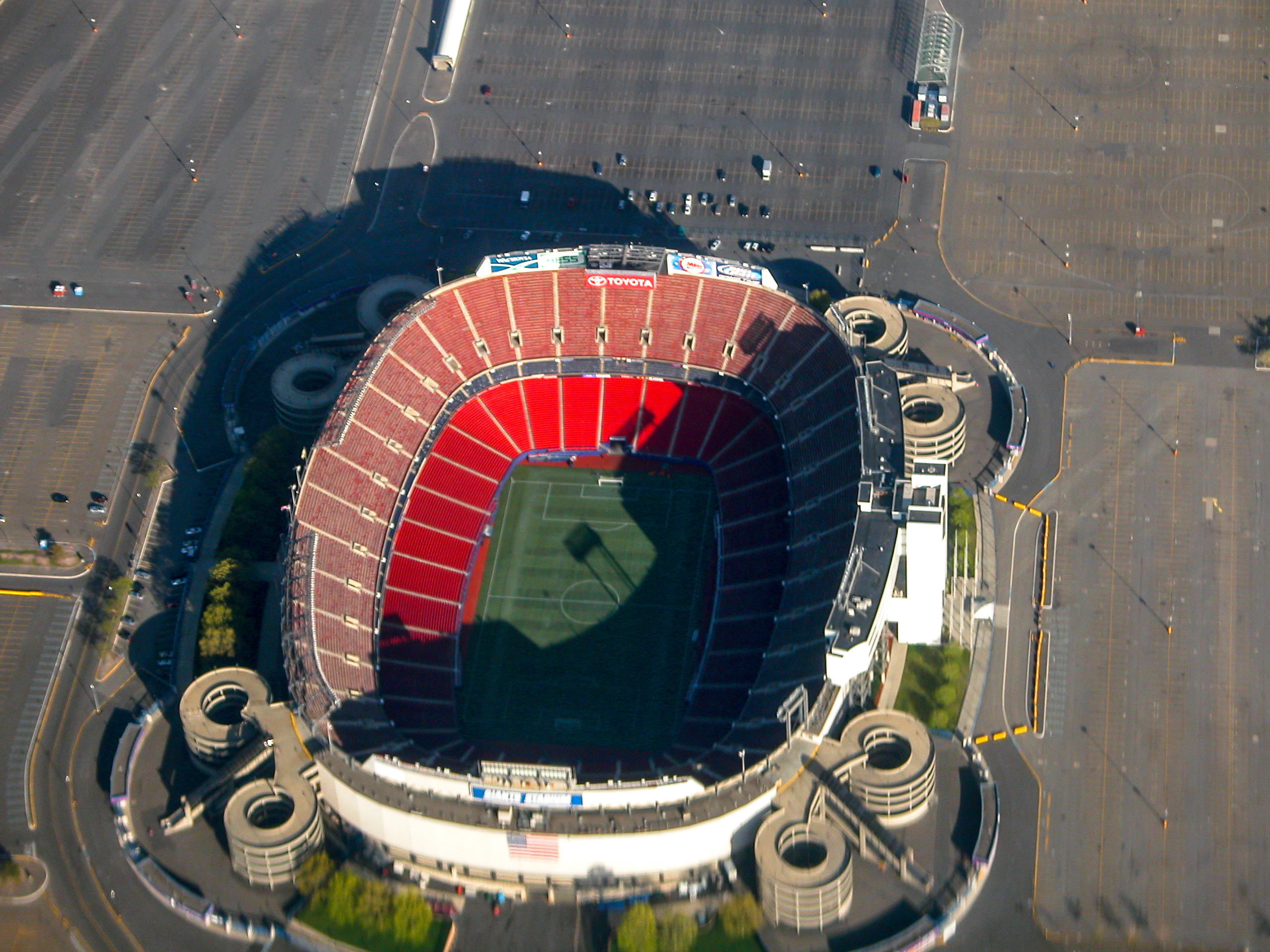
El Giants Stadium fue el recinto elegido para la final de la competición.

La final de la Copa de Oro de la Concacaf de 2009 se disputó en el Giants Stadium ubicado en East Rutherford, el 26 de julio de 2009. A la final llegaron el equipo local Estados Unidos y México, siendo esta la cuarta ocasión en la que ambas escuadras se enfrentan en esta instancia, habiendo sido la más cercana la final de la edición anterior en la cual los estadounidenses vencieron de forma ajustada a los aztecas.
El partido fue reñido en el primer tiempo tanto así que no se convirtió ningún gol en los primeros 45 minutos, fue recién a los 56 minutos de la segunda parte que Gerardo Torrado anotó por vía penal el primero de los cinco goles que México haría en el encuentro, siendo los otros obra de Giovani dos Santos, Carlos Vela, Israel Castro y Guillermo Franco.

## Enfrentamiento
| Bandera de Estados Unidos | vs. | Bandera de México |
| Estados Unidos 0          | vs. | México 5          |
| ------------------------- | --- | ----------------- |

## Camino a la final
| Equipo         | Pts. | PJ | PG | PE | PP | GF | GC | Dif |
| -------------- | ---- | -- | -- | -- | -- | -- | -- | --- |
| Estados Unidos | 7    | 3  | 2  | 1  | 0  | 8  | 2  | 6   |
| Honduras       | 6    | 3  | 2  | 0  | 1  | 5  | 2  | 3   |
| Haití          | 4    | 3  | 1  | 1  | 1  | 4  | 3  | 1   |
| Granada        | 0    | 3  | 0  | 0  | 3  | 0  | 10 | -10 |

| Equipo    | Pts. | PJ | PG | PE | PP | GF | GC | Dif |
| --------- | ---- | -- | -- | -- | -- | -- | -- | --- |
| México    | 7    | 3  | 2  | 1  | 0  | 5  | 1  | 4   |
| Guadalupe | 6    | 3  | 2  | 0  | 1  | 4  | 3  | 1   |
| Panamá    | 4    | 3  | 1  | 1  | 1  | 6  | 3  | 3   |
| Nicaragua | 0    | 3  | 0  | 0  | 3  | 0  | 8  | -8  |

## Antecedentes
El siguiente cuadro muestra el historial de enfrentamientos en ediciones anteriores de la Copa Oro de la Concacaf entre los equipos que debieron cruzarse en esta ronda.
| Partido                   | Antecedentes | Antecedentes | Antecedentes              | Antecedentes |
| Partido                   | Edición      | Fase         | Resultado                 | Ref.         |
| ------------------------- | ------------ | ------------ | ------------------------- | ------------ |
| Estados Unidos vs. México | 1991         | Semifinal    | Estados Unidos 2:0 México | [ 3 ]        |
| Estados Unidos vs. México | 1993         | Final        | México 4:0 Estados Unidos | [ 4 ]        |
| Estados Unidos vs. México | 1998         | Final        | Estados Unidos 0:1 México | [ 5 ]        |
| Estados Unidos vs. México | 2007         | Final        | Estados Unidos 2:1 México | [ 6 ]        |

## Partido
| 1          | Guardameta     | Troy Perkins     |     |
| 2          | Defensa        | Heath Pearce     |     |
| 3          | Defensa        | Clarence Goodson |     |
| 4          | Defensa        | Chad Marshall    |     |
| 16         | Defensa        | Jay Heaps        |     |
| 5          | Centrocampista | Kyle Beckerman   | 81' |
| 7          | Centrocampista | Robbie Rogers    |     |
| 8          | Centrocampista | Logan Pause      | 65' |
| 10         | Centrocampista | Stuart Holden    |     |
| 22         | Centrocampista | Davy Arnaud      | 64' |
| 11         | Delantero      | Brian Ching      |     |
| Entrenador | Entrenador     | Bob Bradley      |     |

| 1          | Guardameta     | Guillermo Ochoa        |     |
| 2          | Defensa        | Jonny Magallón         |     |
| 5          | Defensa        | Fausto Pinto           |     |
| 15         | Defensa        | José Antonio Castro    | 88' |
| 21         | Defensa        | Juan Carlos Valenzuela |     |
| 6          | Centrocampista | Gerardo Torrado        |     |
| 8          | Centrocampista | Israel Castro          |     |
| 17         | Centrocampista | Giovani dos Santos     |     |
| 22         | Centrocampista | Efraín Juárez          |     |
| 7          | Delantero      | Alberto Medina         | 46' |
| 14         | Delantero      | Miguel Sabah           | 69' |
| Entrenador | Entrenador     | Javier Aguirre         |     |

| 17 | Delantero | Kenny Cooper     | 64' |
| 20 | Delantero | Santino Quaranta | 65' |
| 15 | Delantero | Sam Cronin       | 81' |

| 11 | Delantero | Carlos Vela      | 46' |
| 10 | Delantero | Guillermo Franco | 69' |
| 16 | Delantero | Carlos Esquivel  | 88' |

| Amonestado | 24' | Jay Heaps    |
| Amonestado | 27' | Logan Pause  |
| Amonestado | 90' | Kenny Cooper |

| Amonestado | 45' | Alberto Medina   |
| Amonestado | 72' | Guillermo Franco |

| Otorgado · Expulsado | 88' | Jay Heaps |

| Anotado · Penal | 56' | Gerardo Torrado     | 0-1 |
| Anotado         | 62' | Giovani dos Santos  | 0-2 |
| Anotado         | 67' | Carlos Vela         | 0-3 |
| Anotado         | 79' | José Antonio Castro | 0-4 |
| Anotado         | 90' | Guillermo Franco    | 0-5 |

| Árbitro             | Courtney Campbell |
| Árbitros asistentes | Ricardo Morgan    |
| Árbitros asistentes | Willian Torres    |
| Cuarto Árbitro      | Joel Aguilar      |

| 1          | Guardameta     | Troy Perkins     |     |
| 2          | Defensa        | Heath Pearce     |     |
| 3          | Defensa        | Clarence Goodson |     |
| 4          | Defensa        | Chad Marshall    |     |
| 16         | Defensa        | Jay Heaps        |     |
| 5          | Centrocampista | Kyle Beckerman   | 81' |
| 7          | Centrocampista | Robbie Rogers    |     |
| 8          | Centrocampista | Logan Pause      | 65' |
| 10         | Centrocampista | Stuart Holden    |     |
| 22         | Centrocampista | Davy Arnaud      | 64' |
| 11         | Delantero      | Brian Ching      |     |
| Entrenador | Entrenador     | Bob Bradley      |     |

| 1          | Guardameta     | Guillermo Ochoa        |     |
| 2          | Defensa        | Jonny Magallón         |     |
| 5          | Defensa        | Fausto Pinto           |     |
| 15         | Defensa        | José Antonio Castro    | 88' |
| 21         | Defensa        | Juan Carlos Valenzuela |     |
| 6          | Centrocampista | Gerardo Torrado        |     |
| 8          | Centrocampista | Israel Castro          |     |
| 17         | Centrocampista | Giovani dos Santos     |     |
| 22         | Centrocampista | Efraín Juárez          |     |
| 7          | Delantero      | Alberto Medina         | 46' |
| 14         | Delantero      | Miguel Sabah           | 69' |
| Entrenador | Entrenador     | Javier Aguirre         |     |

| 17 | Delantero | Kenny Cooper     | 64' |
| 20 | Delantero | Santino Quaranta | 65' |
| 15 | Delantero | Sam Cronin       | 81' |

| 11 | Delantero | Carlos Vela      | 46' |
| 10 | Delantero | Guillermo Franco | 69' |
| 16 | Delantero | Carlos Esquivel  | 88' |

| Amonestado | 24' | Jay Heaps    |
| Amonestado | 27' | Logan Pause  |
| Amonestado | 90' | Kenny Cooper |

| Amonestado | 45' | Alberto Medina   |
| Amonestado | 72' | Guillermo Franco |

| Otorgado · Expulsado | 88' | Jay Heaps |

| Anotado · Penal | 56' | Gerardo Torrado     | 0-1 |
| Anotado         | 62' | Giovani dos Santos  | 0-2 |
| Anotado         | 67' | Carlos Vela         | 0-3 |
| Anotado         | 79' | José Antonio Castro | 0-4 |
| Anotado         | 90' | Guillermo Franco    | 0-5 |

| Árbitro             | Courtney Campbell |
| Árbitros asistentes | Ricardo Morgan    |
| Árbitros asistentes | Willian Torres    |
| Cuarto Árbitro      | Joel Aguilar      |

|                   |
| Bandera de México |
| Campeón México    |
| 8.vo título       |